# Conill (Pujalt)
Conill és una entitat de població situada al municipi de Pujalt, a la comarca de l'Anoia.
És al nord-est del terme municipal, a 760 metres d'altitud.
El poble de Conill està travessat per la carretera vella de Calaf a Cervera. Ocupa l'extrem d'una petita serra, mirant cap a les valls de Calonge, i el serrat de Durfort o Dusfort, ara de Calonge, on hi ha l'església sufragània de Santa Maria de Durfort, que abans depenia de Conill.

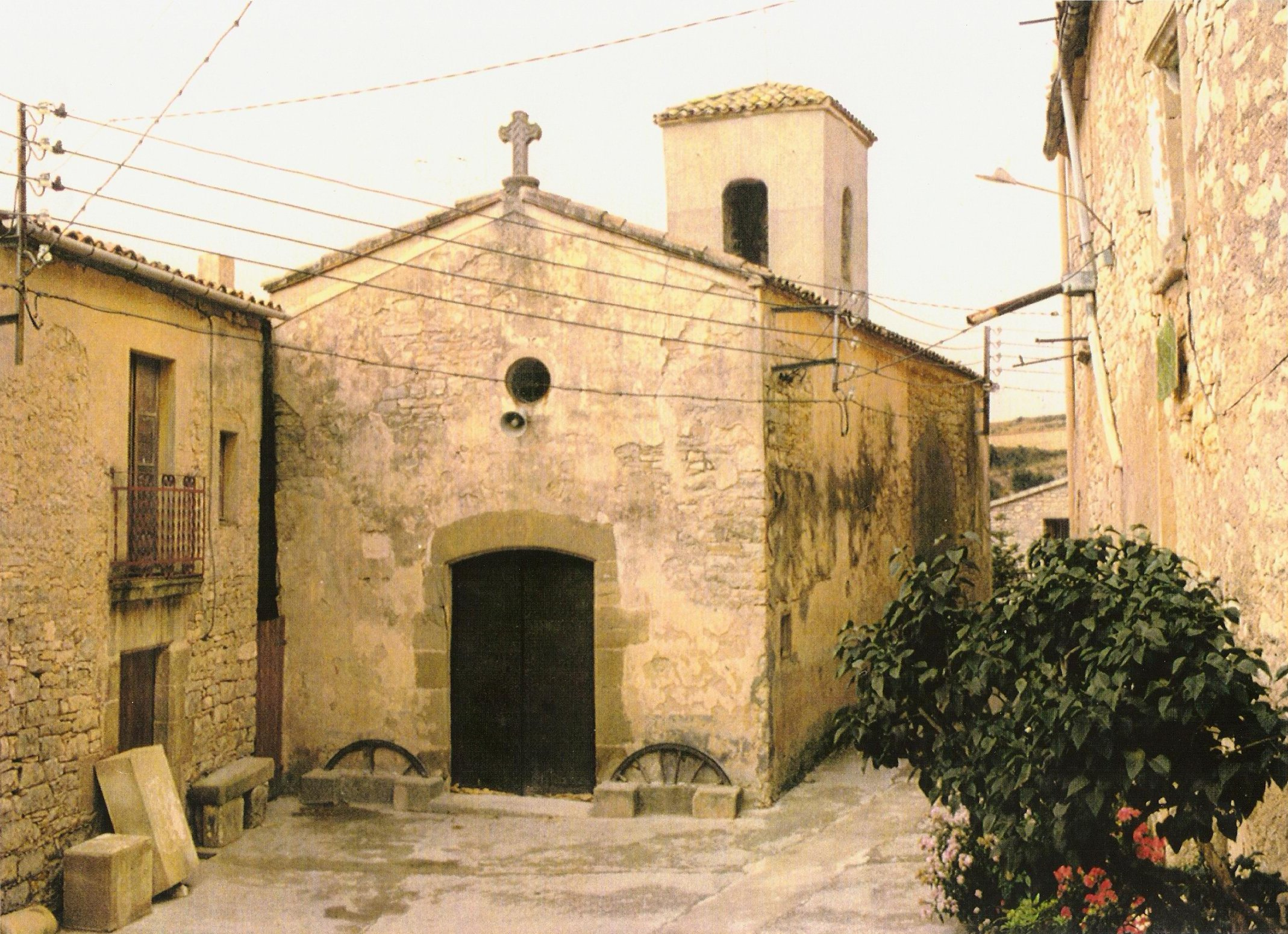
Església de Sant Vicenç

El castell de Conill, documentat des del 1037, pertanyia a la família Cardona, que feu donacions de terres del seu terme als monestirs de Sant Pere de Casserres i de Sant Vicenç de Cardona. Actualment només queda al poble una plaça que porta el nom de plaça del Castell. La història del castell va molt lligada amb la del poble veí de Mirambell, i tots dos, sovint amb un sol batlle, van ser una de les administracions de la casa de Cardona que integraven la batllia de Torà.
El poble va néixer a redós del seu castell, que tenia una capella, ara desapareguda, dedicada a santa Maria. L'antiga parròquia era al peu del castell i encara tenia culte el 1685. Al principi del segle xvii es va construir l'església actual, en honor de sant Vicenç, que és un edifici allargassat amb un campanaret de torre al final. Té una característica especial i és que l'altar s'ubica a l'esquerra de la porta i no pas davant per davant, com és tradicional.
El 1654 es va fer una esglesiola dedicada a la Mare de Déu del Roser, actualment rehabilitada, que encara es conserva, sense culte, al peu de la carretera.
Conill pertanyia al domini dels Cardona, però la parròquia i tot el poble foren cedits per aquesta família a l'abat de la canònica de Sant Vicenç de Cardona, que n'era el senyor directe amb dret de nomenar batlle i d'exercir la jurisdicció civil, però no la criminal. Durant un temps formà municipi amb Mirambell, Sant Pere de l'Arç i Aleny.
A la sortida de Conill, al camí que va a Sant Martí Sesgueioles, hi ha una creu de terme en què es pot observar un escut heràldic amb un conill i unes tisores i que també es troba a la façana de l'església.
Actualment, el poble forma part del municipi de Pujalt. Hi ha un berenador municipal, un restaurant, uns allotjaments rurals i una casa de turisme rural.

## Llocs d'interès
- Església de Sant Vicenç.
- Restes d'una església del segle xii.
- Vista de cases construïdes amb pedra de la zona i escalonades.